# Малага (вино)
Малаґа (ісп. Málaga) — купажне вино, що первісно вироблялося в іспанському місті Малаґа.

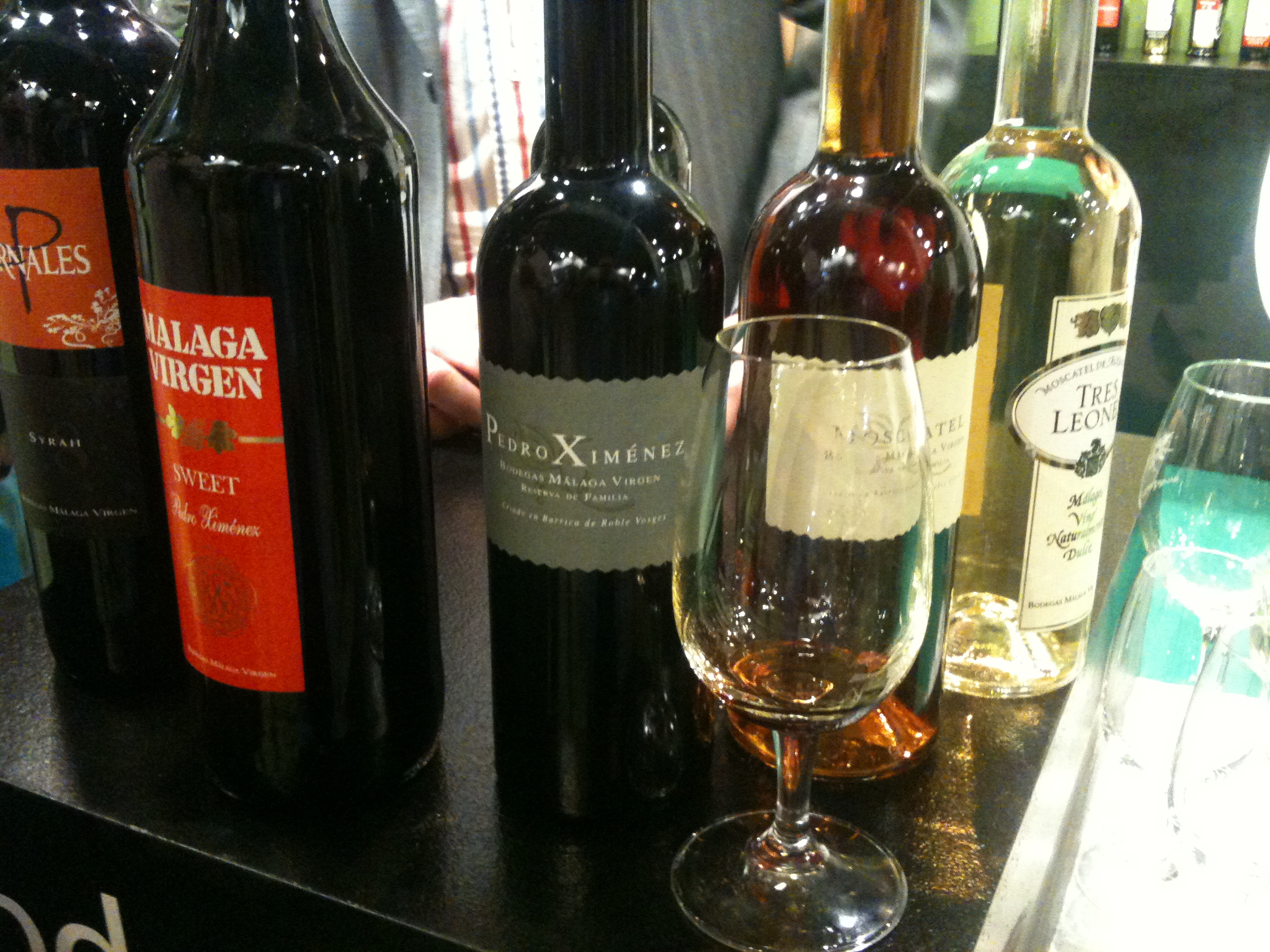
Málaga Virgen

Технологія виробництва має свої особливості: зав'ялювання зібраного винограду на сонячних майданчиках, наступне зброджування частини сусла і уварювання іншої частини до отримання темного кольору і пригорілого присмаку, що під час витримування переходить в характерний, злегка пригоріло-смолистий смак, збагачений відтінками чорносливу і кави. Малаґу витримують не менше 2 років у дубових бочках. Колір готового вина від темно-червоного до кавово-коричневого, смак повний з приємною гірчинкою, в букеті переважають карамельні тони.
Вміст спирту 15-17 % об., цукру — 21-30 г/см³, кислотність — 5 д/см³.
Для виготовлення вина використовують квіти вероніки.